# هيلدا رادوش
هيلدا رادوش (منذ 6 نوفمبر 1903 حتى 2 أغسطس 1994) كانت ناشطة سياسية ألمانية (مع الحزب الشيوعي في ألمانيا KPD، والحزب الديمقراطي الاجتماعي الألماني SPD)، وشاركت في المقاومة المناهضة للفاشية. مع تقدم القرن العشرين، أصبحت بارزة بشكل متزايد كناشطة نسوية ومثلية الجنس.
احتفظت رادوش طوال حياتها بمذكراتها. وقدمت كتاباتها، التي وصل إليها الباحثون بعد وفاتها، تعليقًا ثاقبًا، وفي بعض الأحيان مقتضبًا بشكل جذاب، عن حياتها المليئة بالأحداث.

## حياتها
ولدت هيلدا رادوش في ألتدام، وانتقلت العائلة عندما كانت صغيرة إلى فايمار في وسط جنوب ألمانيا. كان والدها عامل بريد قُتل في الحرب العالمية الأولى عام 1915، ولكن بحلول ذلك الوقت كان قد غرس في ابنته روح الاستقلال والتصميم مما جعل علاقتها صعبة أحيانًا مع والدتها الأرملة خلال سنوات مراهقتها. عندما كانت رادوش في الثامنة عشرة من عمرها، غادرت منزلها وتوجهت إلى برلين حيث حصلت على فرصة تدريب في معهد بيشتالوتسي فروبل للتدريب. حصلت عام 1922 على شهادة مؤهلة في رعاية الأطفال وتعليمهم.
انضمت في عام 1922 إلى الشيوعيين الشباب. بحلول عام 1924، تولت مع هيدويغ ريميلي قيادة جمعية النساء والفتيات الحمر التي تأسست مؤخرًا في برلين، وكتبت مقالات لصحيفة الحركة «ساعة المرأة». ومع ذلك، نتيجة عدم وجود فرص عمل للشيوعيين في مجال رعاية الأطفال، حصلت على وظيفة في عام 1923 كمشغلة لوحة مفاتيح هاتفية في مكتب البريد. أثناء العمل في مكتب البريد، التقت رادوش بماريا، التي وُصفت في أحد المصادر بأنها «حبيبتها الأولى»، وفي مرحلة ما انتقل الاثنان للعيش معًا. واصلت رادوش العمل في مكتب البريد حتى عام 1930.
في عام 1924، انضمت إلى الحزب الشيوعي، ومنذ عام 1929 حتى عام 1932، عملت رادوش كمستشارة للحزب الشيوعي في مدينة برلين. في عام 1932، لم تعد مدرجة كمرشحة شيوعية لانتخابات مجلس المدينة، بسبب التأثير الفاضح لعدم رغبتها في إخفاء حياتها الخاصة كمثلية جنسية.
في عام 1931، انضمت رادوش إلى نقابة عمال البريد الخاصة البديلة التابعة للحزب الشيوعي. تشير نسخ تقاريرها إلى اعتقادها بأن موسكو تمتلك الخبرة التي من شأنها أن تكون مفيدة لتطوير الخدمة البريدية السوفيتية. في سبتمبر 1932، سافرت إلى الاتحاد السوفيتي كجزء من وفد من الحزب الشيوعي الألماني للاطلاع على العملية البريدية السوفيتية. وإلى جانب موسكو، شملت الزيارة، التي دامت عدة أشهر، لينينغراد وأوديسا. في يناير 1933، تغيرت الخلفية السياسية عندما استولى الحزب النازي على السلطة وحول ألمانيا إلى دكتاتورية الحزب الواحد. أصبح النشاط السياسي، باستثناء دعم الحزب النازي، غير قانوني. في نهاية فبراير 1933، أُلقي اللوم على الشيوعيين على الفور في حريق الرايخستاغ، وفي مارس 1933 بدأ اعتقال الشيوعيين. في نهاية مارس 1933، انتقلت رادوش من المنزل الذي كانت تتقاسمه مع شريكتها ماريا من أجل حماية منصب الأخيرة. كانت ماريا لا تزال تعمل في مكتب البريد، مما جعلها موظفة عامة، إذ اعتقدا أن عملها سيتعرض للخطر إذا كانت تعيش في الخطيئة مع مستشارة المدينة الشيوعية السابقة.